# Symplecta (Symplecta) scotica
Symplecta (Symplecta) scotica is een tweevleugelige uit de familie steltmuggen (Limoniidae). De soort komt voor in het Palearctisch, Nearctisch en Oriëntaals gebied.